# Dyscalculie (lied)
Dyscalculie is een lied van Maks, hiphopalias van radio-dj Max Bolhuis. Het werd in 2023 als single uitgebracht.

## Achtergrond
Herinnering is geschreven door Max Bolhuis en Pepeijn Koevoets en geproduceerd door Penchi. Het is een nummer uit het genre nederhop. In het lied rapt de artiest over een meisje dat vreemdgaat met de liedverteller. Het lied is ontstaan uit de rubriek Rap door je weekend, dat Bolhuis presenteert op radiozender SLAM!. Bolhuis kreeg de opdracht om een lied te maken waarin de woorden "zuigen", "tattoo" en "verhuizen" verwerkt zaten. De opnamevideo van de eerste keer dat de dj het op de zender liet horen ging viraal op TikTok, waarna Bolhuis besloot om het als single uit te brengen. Hierna betrad het verschillende hitlijsten en bereikte het de eerste positie in de wekelijkse hitlijst van meest beluisterde nummers in Nederland op Spotify.
Bolhuis vertelde over het lied dat hij niet verwacht had dat hij met een lied dat hij slechts in een kwartier tijd had gemaakt, door zou breken. Hij had vele nummers gewoon in de studio gemaakt, waar hij veel meer tijd in had gestoken. Ondanks dat hij het succes van het lied niet zag aankomen, vertelde hij dat hij genoot van de aandacht die het lied kreeg.

## Hitnoteringen
De artiest had succes met het lied in de hitlijsten van het Nederlands taalgebied. Het piekte op de derde plaats van de Nederlandse Single Top 100 en stond dertien weken in deze hitlijst. Het kwam tot de achttiende positie van de Nederlandse Top 40 en stond zes weken in deze lijst. In de Vlaamse Ultratop 50 bereikte het de 35e positie in de zes weken dat het in de lijst te vinden was.